# Туфілло
Туфілло (італ. Tufillo) — муніципалітет в Італії, у регіоні Абруццо,  провінція К'єті.
Туфілло розташоване на відстані близько 180 км на схід від Рима, 115 км на південний схід від Л'Аквіли, 65 км на південний схід від К'єті.
Населення — 421 особа (2014).
Щорічний фестиваль відбувається 15 червня. Покровитель — святий Віт.

## Демографія
Населення за роками:

Станом на 1 січня 2023 року в муніципалітеті офіційно проживали 2 іноземці з 2 країн, серед них 1 громадянин країн Євросоюзу.

## Сусідні муніципалітети
- Челенца-суль-Триньйо
- Дольйола
- Мафальда
- Монтемітро
- Пальмолі
- Сан-Феліче-дель-Молізе